# Luciano Bivar
Luciano Caldas Bivar (Recife, 29 de novembro de 1944) é um político, empresário brasileiro, que serviu como 1° presidente nacional do partido político União Brasil (UNIÃO) de 2022 até 2024. Atualmente, é deputado federal por Pernambuco. Foi presidente nacional do Partido Social Liberal (PSL) até a sua fusão com o Democratas (DEM).
Em 2006, disputou a presidência da República pelo PSL. 

## Biografia
Filho de Milton de Lyra Bivar e Hermínia Caldas Bivar, Luciano Bivar nasceu na capital pernambucana em 1944. Em 1973 casou-se com Catarina Pontual de Petribú.
Bacharel em Direito, com pós-graduação em Educação Financeira (Northwestern University, Illinois, EUA) e Direito Comparado (Unicap, Recife), Bivar atua como empresário segurador.
Luciano Bivar foi eleito deputado federal por Pernambuco em 1998 pelo Partido Social Liberal (PSL), partido que presidiu ininterruptamente entre 1998 e 2018. Integrou as Comissões Permanentes de Constituição, Justiça e Cidadania, Finanças e Tributação, Viação e Transportes e as Comissões Especiais de criação do Imposto Único Federal (IUF), da Agência Nacional de Aviação Civil e da Previdência Complementar.[carece de fontes?]
Sua plataforma baseou na implantação do Imposto Único Federal (IUf). O candidato julga ser esta a melhor opção para a justiça fiscal e tributária no Brasil. Como parlamentar Luciano Bivar defendeu os partidos pequenos na reforma política. Além da política, é autor dos livros Burotocracia: a invisível, Atuação Parlamentar 1999-2002, Imposto Único Federal, 1 por todos, A Verdadeira Reforma Eleitoral, Atuação Parlamentar, Passagem para a vida (ficção), Cuba – num retrato sem retoques, Brasil Alerta: Psicoses Socialistas, Por que perdi o Campeonato (depoimentos sobre a sua atuação como dirigente do Sport Club do Recife).[carece de fontes?]
Retornou em 13 de julho de 2017 à Câmara dos Deputados, após a nomeação de Kaio Maniçoba (PMDB) para a secretaria de Habitação de Pernambuco, pelo governador Paulo Câmara. Pediu afastamento no dia 10 de abril de 2018.
Atualmente é deputado federal por Pernambuco após ser eleito nas Eleições gerais brasileiras de 2018 para o mandato 2019-2022.

## Eleições 2022
Em 14 de abril de 2022, o União Brasil aprovou o nome de Bivar como pré-candidato da sigla para as eleições presidenciais a serem realizadas em Outubro. Em 31 de julho, Luciano anunciou a desistência da candidatura em uma convenção do partido em Recife.

## Controvérsias
Em março de 2013, admitiu que subornou membros da Confederação Brasileira de Futebol para que o volante Leomar, jogador do Sport, fosse convocado pelo então técnico Emerson Leão - que antes de treinar a Canarinha foi técnico do Sport. Em 11 de março de 2013, o procurador-geral do Superior Tribunal de Justiça Desportiva (STJD) Paulo Schmitt pediu abertura de inquérito para que Bivar seja investigado por tal afirmação. Para Schmitt, afinal, "Não pode ficar o dito pelo não dito". Em 2018 ele escreveu um livro defendendo aborto e corte no gasto militar mesmo sendo aliado de  Bolsonaro.

### Caso de um incêndio nas casas da família do Antônio Rueda
Em 11 de março de 2024, um incêndio atingiu duas casas de praia da família do recém-eleito presidente nacional do União Brasil, Antônio Rueda, em Ipojuca, no litoral sul de Pernambuco. Não havia ninguém nas casas no momento do incêndio, e não houve feridos. A família do Antônio Rueda pediu à Polícia Civil de Pernambuco "uma rigorosa investigação" do caso. No dia seguinte, ao sair do Palácio do Planalto, em Brasília, o deputado Luciano Bivar, que disputou e perdeu a eleição para a presidência do União Brasil, trocou acusações com Antônio Rueda. Ele também negou relação com o fogo nas casas do rival político. No dia 13 do mesmo mês, a Executiva Nacional da União Brasil decidiu aceitar uma denúncia contra o presidente do partido, deputado Luciano Bivar.
Em 20 de março de 2024, o União Brasil, em reunião, decidiu afastar o deputado Luciano Bivar da presidência do partido.
Em 11 de abril, o ministro do Supremo Tribunal Federal (STF), Nunes Marques, autorizou abertura de inquérito para investigar Luciano Bivar por suposta ameaça ao novo presidente da sigla, Antônio Rueda. O ministro atendeu a um pedido da Procuradoria-Geral da República.

## Desempenho eleitoral
| Ano  | Eleição                 | Partido | Candidato a                                      | Votos     | %      | Resultado  | Ref    |
| ---- | ----------------------- | ------- | ------------------------------------------------ | --------- | ------ | ---------- | ------ |
| 1994 | Estaduais em Pernambuco | PL      | Senador                                          | 79.748    | 2,18%  | Não eleito |        |
| 1998 | Estaduais em Pernambuco | PSL     | Deputado Federal                                 | 77.236    | 2,67%  | Eleito     |        |
| 2002 | Estaduais em Pernambuco | PSL     | 1º Suplente Senador Titular: Carlos Wilson (PTB) | 1.330.451 | 21,38% | Não eleito |        |
| 2006 | Presidencial no Brasil  | PSL     | Presidente                                       | 62.064    | 0,06%  | Não eleito | [ 20 ] |
| 2014 | Estaduais em Pernambuco | PSL     | Deputado Federal                                 | 24.840    | 0,55%  | Não eleito | [ 21 ] |
| 2018 | Estaduais em Pernambuco | PSL     | Deputado Federal                                 | 117.943   | 2,72%  | Eleito     | [ 22 ] |
| 2022 | Estaduais em Pernambuco | UNIÃO   | Deputado Federal                                 | 74.425    | 1,49%  | Eleito     | [ 23 ] |